# Карпентер, Стивен
Стивен Карпентер (англ. Stephen Carpenter, 3 августа 1970 года, Сакраменто (Калифорния)) — американский музыкант, гитарист и барабанщик. Один из основателей и лид-гитарист группы Deftones.

## Биография
Стивен Карпентер родился 3 августа 1970 в Сакраменто, Калифорния. Его семья состояла из его матери Марии и его сестры Марки. С детских лет Стивен увлекался скейтбордингом. В 15 лет Карпентер попал под машину, катаясь на скейте, и последующие несколько месяцев ему пришлось провести в инвалидном кресле. Как раз в это время Стивен начал учиться игре на гитаре, играя музыку рок-групп таких как Anthrax, Stormtroopers of Death и Metallica.
В средней школе Стивен познакомился с будущими участниками группы Чино Морено и Эйбом Каннингемом. Когда Морено узнал что Карпентер играет на гитаре, он предложил сыграть с Каннингемом. С того времени они втроем начали репетировать в гараже Карпентера (в 1988 году).

## Музыкальное влияние
Стивен слушает в основном  хип-хоп, помимо этого — такие группы как Meshuggah, Metallica, Slayer, Anthrax, Faith No More. Также повлияла музыка групп Depeche Mode и Led Zeppelin. Так же Карпентер утверждает, что самый любимый его альбом Chaosphere группы Meshuggah.

## Дискография

### В составеDeftones
- Adrenaline (1995)
- Around The Fur (1997)
- White Pony (2000)
- Deftones (2003)
- B-Sides & Rarities (2005)
- Saturday Night Wrist (2006)
- Diamond Eyes (2010)
- Koi No Yokan (2012)
- Gore (2016)
- Ohms (2020)

### В составеSol Invicto
- Unidose (EP) (2008, Altered Beats)
- Carrion (2008, Altered Beats)
- Initium I (2011, Altered Beats)
- Initium II (2013, Altered Beats)
- Morte Et Dabo (Sol Invicto Remix) (2011, Sumerian Records)
- A Lesson Never Learned (Sol Invicto Remix) (2011, Sumerian Records)
- Carrion (2008 Altered Beats.)